# تینه اوکر
تینه اوکر (به لاتین: Tine Aouker) یک منطقهٔ مسکونی در مالی است که در استان گائو واقع شده‌است.